# Elettrotreno Stadler ETR 300
Gli elettrotreni Stadler ETR 300 sono un gruppo di convogli a scartamento ridotto, costruiti per il servizio sulla ferrovia Circumvesuviana di Napoli, prodotti dall'azienda Stadler Rail. Al giugno 2025, ne sono stati consegnati tre e sono in corso le prove tecniche. Il primo dovrebbe entrare in funzione entro il 2025.

## Storia
L'ETR 300 rientra in un contratto quadro stipulato tra l'Ente Autonomo Volturno (EAV) e l'azienda svizzera Stadler Rail per la fornitura e la messa in esercizio di un totale di 100 elettrotreni sulla rete Circumvesuviana. Il primo lotto, comprendente 56 unità, prevede la consegna di 10 treni entro il 2025 e dei restanti 46 entro il 2026, con una cadenza di circa tre convogli al mese. Un secondo lotto di 44 ulteriori elettrotreni è previsto ma non ancora oggetto di accordo contrattuale.
La procedura di gara per l'acquisizione dei nuovi treni ebbe inizio nel 2018, anno in cui l'EAV pubblicò il relativo bando. Il 24 settembre 2019, la Regione Campania, attraverso un comunicato sul proprio sito ufficiale, rese noto l'esito della gara, con l'aggiudicazione iniziale a favore di Hitachi Rail S.p.A. (già AnsaldoBreda S.p.A.) per la fornitura e manutenzione di 40 treni destinati alla Circumvesuviana, per un importo complessivo di 314 milioni di euro.
Nel 2020, l'appalto fu formalmente assegnato a Hitachi Rail STS: 262 milioni di euro per la fornitura dei convogli e 52 milioni per il servizio di manutenzione quinquennale. Tuttavia, un ricorso presentato dalla concorrente Stadler venne accolto dal Tribunale Amministrativo Regionale (TAR) della Campania, che annullò l'aggiudicazione. Hitachi impugnò la decisione, ma nel 2021 il Consiglio di Stato confermò la sentenza del TAR, stabilendo l'assegnazione definitiva in favore della Stadler.
La pandemia di COVID-19 e la crisi economica conseguente al conflitto russo-ucraino (lo stabilimento della produzione era in Bielorussia) hanno determinato ritardi nella produzione dei treni. Il primo esemplare dell'ETR 300 è stato completato 4 anni dopo l'appalto e consegnato nel settembre 2024.

## Caratteristiche
I veicoli, realizzati dalla svizzera Stadler Rail, sono costruiti con una struttura composta da casse in lega leggera di alluminio, ottenute mediante profilatura estrusa. L'alimentazione è assicurata da un sistema a corrente continua da 1.500 V, con uno scartamento ridotto di 950 mm. Il rodiggio è del tipo Bo’Bo’2’Bo’, mentre la lunghezza totale del veicolo raggiunge i 40 880 mm.
In termini dimensionali, la larghezza del treno è pari a 2 650 mm, mentre l'altezza del piano del pavimento è uniforme e misura 1 000 mm. Le porte di accesso, larghe 1 400 mm, sono distribuite in cinque coppie per ciascun lato del convoglio (per un totale di dieci).
L'allestimento interno prevede 66 posti a sedere fissi, con l'aggiunta di 24 strapuntini. La capacità complessiva del veicolo, calcolata su un coefficiente di affollamento di sei passeggeri per metro quadrato, raggiunge i 377 posti complessivi. Il diametro delle ruote è di 760 mm, e il veicolo è in grado di affrontare curve con un raggio minimo di 70 metri.
Le prestazioni meccaniche includono una potenza massima trasmessa alle ruote pari a 6 motori da 180 kW ciascuno, per una potenza complessiva di 1 080 kW. La velocità massima raggiungibile è pari a 100 km/h.
Vi è la presenza di accessi a raso e di aree multifunzionali dedicate a persone con disabilità motorie.
A bordo è installato un sistema di informazione al passeggero.
E vi è presente un sistema avanzato di videosorveglianza (TVCC).
I treni ETR 300 sono identificati dalle seguenti marcature EVN (European Vehicle Number):
- I-EAV 94 83 45-05 001-7
- I-EAV 94 83 65-05 001-2
- I-EAV 94 83 45-05 002-5